# Namibiobolbus iphicles
Namibiobolbus iphicles är en skalbaggsart som beskrevs av Hermann Julius Kolbe 1907. Namibiobolbus iphicles ingår i släktet Namibiobolbus och familjen Bolboceratidae. Inga underarter finns listade i Catalogue of Life.